# Annika Thor

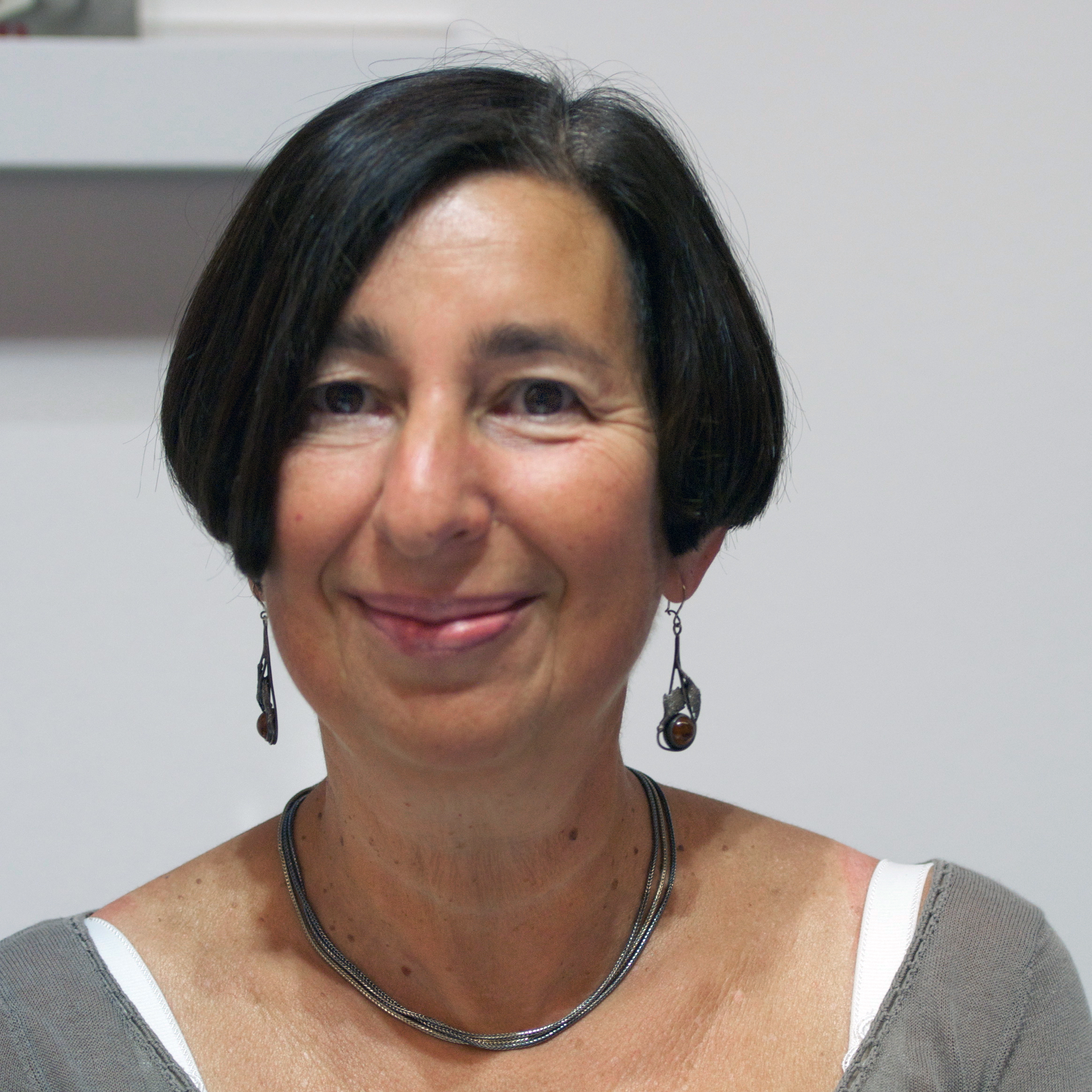
Annika Thor (2011)

Annika Thor (* 2. Juli 1950 in Göteborg) ist eine schwedische Schriftstellerin und Drehbuchautorin.

## Leben
Annika Thor wurde am 2. Juli 1950 als Kind jüdischer Eltern in Göteborg, Schweden, geboren. Zunächst arbeitete sie als Sekretärin und Bibliothekarin. In ihrer Heimat machte sie sich als Film- und Fernsehkritikerin einen Namen, bevor sie sich ganz dem Schreiben von Kinder- und Jugendbüchern, Theaterstücken, Film- und TV-Drehbüchern widmete. Neben Romanen verfasst sie Drehbücher und Theaterstücke, meist für Kinder und Jugendliche. Ihr Jugendbuch Ich hätte Nein sagen können ist in Deutschland Schullektüre. Unter anderem erhielt sie 1999 den deutschen Jugendliteraturpreis für ihr Buch Eine Insel im Meer. Heute lebt sie in Stockholm. Inzwischen gehört Thor zu den bekanntesten schwedischen Kinder- und Jugendbuchautoren. Ihre Romane wurden in verschiedene Sprachen übersetzt und vielfach ausgezeichnet.

## Werk
Thors Debütroman En ö i havet  erschien 1996 (dt. Eine Insel im Meer, 1998). Der Jugendroman wurde 1996 für den höchsten Literaturpreis Schwedens, den Augustpriset, nominiert und 1999 mit dem Deutschen Jugendliteraturpreis ausgezeichnet. Eine Insel im Meer ist der erste von vier Romanen, in denen die Autorin die Geschichte der jüdischen Schwestern Steffi und Nelli erzählt, die 1939 von ihren Eltern aus Wien ins schwedische Exil geschickt werden, um sie vor der Verfolgung durch die Nationalsozialisten zu schützen. In ihrer Tetralogie folgt sie den beiden Mädchen durch ihre Jugendjahre und schildert den manchmal schwierigen, manchmal unbeschwerten Alltag der Flüchtlingskinder. Indem sie die Geschehnisse aus der Perspektive ihrer Protagonistinnen beschreibt, werden menschliche Tugenden und Bösartigkeiten gleichermaßen lebendig und verständlich. 
Zeitgleich mit der preisgekrönten Verfilmung von Christina Olofson, für die Thor das ebenfalls prämierte Drehbuch schrieb, erschien 1997 ihr Roman Sanning eller konsekvens (dt. Ich hätte Nein sagen können, 1998), der in Schweden mit dem August-Preis prämiert wurde und einen der wichtigsten literarischen Beiträge zum Thema Mobbing unter Schülern darstellt.
Aus der Perspektive der zwölfjährigen Nora, die fürchtet, ihre beste Freundin an Fanny und ihre Clique verloren zu haben und sich auf keinen Fall mit der unbeliebten Karin „abgeben“ möchte, erzählt die Autorin von Gruppenzwang, Angst vor Ausgrenzung und den Boshaftigkeiten des Schulalltags.
Thors erstes Kinderbuch Rött hjärta blå fjäril (2002; dt. Ein rotes Herz, ein blauer Schmetterling), die Liebesgeschichte zwischen den Grundschülern Alva und Love, erschien 2003 in deutscher Übersetzung und wurde für den Deutschen Jugendliteraturpreis 2004 nominiert. Ihre Fortsetzung findet die Geschichte in Pirr i magen, klump i halsen (2003, dt. Ein Kaninchen für Alva, 2005), das beschreibt, wie sich Alva und Love trennen, ihre Freundschaft aber wegen ihres gemeinsamen Interesses an Kaninchen erhalten bleibt. Als Drehbuchautorin adaptierte Thor ihre Tetralogie über Steffi und Nelli, die als Vierteiler im Dezember 2003 im schwedischen Fernsehen ausgestrahlt wurde. Davor arbeitete sie mit der schwedischen Regisseurin Christina Olofson für vier Filme als Drehbuchautorin, darunter Ich hätte Nein sagen können und Hannah med H.

## Werke
- 1996 – En ö i havet (dt. Eine Insel im Meer)
- 1996 – Näckrosdammen (dt. Eine Bank am Seerosenteich)
- 1997 – Sanning eller konsekvens (dt. Ich hätte Nein sagen können)
- 1998 – Havets djup (dt. In der Tiefe des Meeres)
- 1999 – Öppet hav (dt. Offenes Meer)
- 2000 – Eldfågeln (dt. Wie ein brennender Vogel)
- 2002 – Rött hjärta blå fjäril (dt. Ein rotes Herz, ein blauer Schmetterling)
- 2003 – Pirr i magen klump i halsen (dt. Ein Kaninchen für Alva)
- 2012  – Fyren och stjärnorna (dt. Der Leuchtturm unter den Strenen)

Romane um die jüdischen Flüchtlingskinder Steffi und Nelli
- 1. Band: Eine Insel im Meer
- 2. Band: Eine Bank am Seerosenteich
- 3. Band: In der Tiefe des Meeres
- 4. Band: Offenes Meer

## Filmografie
- 1990: Honungsvargar
- 1997: Ich hätte Nein sagen können (Sanning eller konsekvens)
- 2001: Katzenjammer (Kattbreven)
- 2003: Hannah med H
- 2003: En ö i havet

## Auszeichnungen
- 1997 August-Preis
- 1997 BMF-Plakette
- 1999 Deutscher Jugendliteraturpreis
- 1999 Nils-Holgersson-Plakette
- 2000 Astrid-Lindgren-Preis
- 2015 Elsa-Beskow-Plakette